# Son Heung-min
Son Heung-min (korejski: 손흥민; Chuncheon, 8. srpnja 1992.) južnokorejski je nogometaš koji igra na poziciji napadača. Trenutno igra za Los Angeles FC.
Počeo je kao dodavač lopti u Seoulu, gdje je usporedno pohađao nogometnu akademiju. Kako nije primljen u juniorsku momčad odlazi u Hamburger SV u kojem je počeo igrati za drugu momčad. 
U sezoni 2010./11. godine ulazi u prvu momčad Hamburga te krajem listopada postiže i prvijenac kao najmlađi strijelac Hamburga u povijesti Bundeslige. Sljedeće sezone u prvih devet utakmica zabio je 18 pogodaka, od čega četiri na jednom od pripremnih susreta. Pretposljednje sezone u Hamburgu odigrao je 30 utakmica i zabio pet pogodaka, a njegovi pogodci Hannoveru i Nürnbergu osigurali su Hamburgu ostanak u Bundesligi. U svojoj zadnjoj sezoni zabio je 12 zgoditaka u 34 utakmice, od kojih se ističu dva pogotka Borussiji u neočekivanoj pobjedi 4:1 početkom veljače 2013. godine. Tom prigodom proglašen je i igračem susreta.
Na ljeto 2013. godine prelazi u Bayer Leverkusen za 10 milijuna eura, najviši iznos koji je bavarska momčad dala u svojoj povijesti za nekog igrača. Početkom studenog zabio je hat-trick u pobjedi nad bivšom momčadi iz Hamburga. Njegovi pogodci Borussiji i Bremenu osigurali su momčadi razigravanje za nastup u Ligi prvaka. Tijekom tri sezone u bavarskom prvoligašu odigrao je 62 utakmice i zabio 21 pogodak.
Nastupao je za južnokorejsku nacionalnu vrstu do 17 i do 23 godine. Zahvaljujući dobrim igrama u Hamburgu uvršten je na popis igrača za AFC Azijski kup u Kataru 2011. godine na kojem je osvojio brončano odličje te se upisao i među strijelce zabivši prvijenac za Južnu Koreju na velikim natjecanjima. Četiri godine kasnije u Australiji zabio je tri zgoditka i bio najbolji južnokorejski strijelac te je bio uključen u najbolju momčad prvenstva. Zabio je i jedini južnokorejski pogodak u porazu od domaćina u završnici prvenstva.
Nastupao je na Svjetskim prvenstvima u Brazilu 2014. i Rusiji 2018. godine, gdje je zabio Meksiku i Njemačkoj.
Dvaput je proglašen najboljim azijskim nogometašem (2015. i 2017.) i triput najboljim korejskim nogometašem (2013., 2014. i 2017.). Uvršten je i u najbolju jedanaestorku Hamburger SV-a svih vremena.
Zajedno s Tottenhamom Hotspurom osvojio je svoj prvi europski naslov osvojivši Europsku ligu 2024./25., pobijedivši Manchester United u finalu s 1:0.

## Uspjesi

### Klupski
- Europska liga: 2024./25. (pobjednik)
- Liga prvaka: 2018./19. (finalist)

### Reprezentativni
- Azijski kup: 2011. (bronca), 2015. (srebro)